# South Galway Airport
South Galway Airport är en flygplats i Australien. Den ligger i kommunen Barcoo och delstaten Queensland, omkring 1 100 kilometer väster om delstatshuvudstaden Brisbane.
Trakten runt South Galway Airport är nära nog obefolkad, med mindre än två invånare per kvadratkilometer.. Det finns inga samhällen i närheten.
Omgivningarna runt South Galway Airport är i huvudsak ett öppet busklandskap. Genomsnittlig årsnederbörd är 312 millimeter. Den regnigaste månaden är februari, med i genomsnitt 94 mm nederbörd, och den torraste är september, med 2 mm nederbörd.